# Argema mimosae
Argema mimosae — ночная бабочка из рода Argema в семействе павлиноглазок (Saturniidae).

## Описание
Размах крыльев 100—140 мм. Самки крупнее и массивнее самцов. Окраска крыльев ярко-жёлтая. На каждом крыле по одному крупному «глазку» коричневого цвета, с чёрной точкой в центре. Вершины крыльев с буро-чёрным пятном. По латеральному краю нижнего крыла проходит узкая серо-чёрная кайма. По крыльям проходит красновато-коричневый волнистый узор. Нижние крылья с длинными хвостиками. Усики самца крупные, перистые. У самки передние крылья шире и более округлые. Хвостики на задних крыльях короче и шире, чем у самцов. Брюшко самки крупное, бочкообразное.Ротовые органы редуцированы, бабочки не питаются и живут за счёт питательных веществ накопленных в стадии гусеницы.

## Ареал
Центральная и Южная Африка, северная граница ареала проходит через Кению. Зимбабве, Заир, Танзания, Замбия, Малави.

## Местообитания
Влажные тропические леса.

## Кормовые растения гусеницы
Sclerocarya, Spirostachys, Сумах, Sclerocarya caffra.

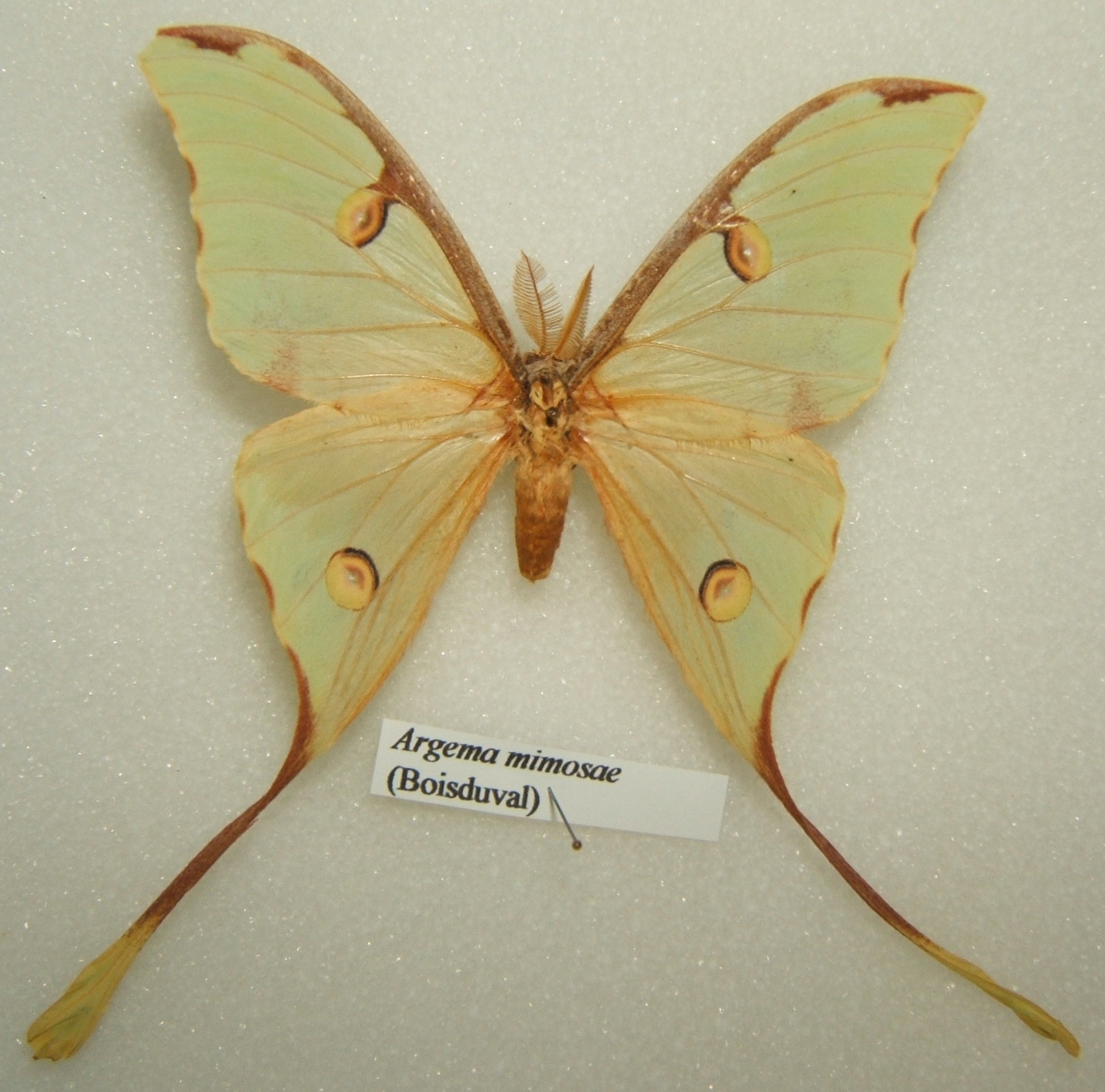
Самец